# WorkXplore
WorkXplore és un programari visualitzador d'arxius CAD desenvolupat per Sescoi que permet obrir, analitzar i compartir arxius CAD 2D i 3D,sense necessitat de disposar de l'aplicació CAD original. La primera versió va ser comercialitzada l'any 2008 per les oficines de Sescoi a Catalunya, Estats Units, França, Regne Unit, Alemanya, Japó, Índia, Xina i Corea, així com 50 distribuïdors en el món. Hi ha disponible una versió gratuïta i una versió d'avaluació.

## Funcions
WorkXplore és un software visualitzador dissenyat per a usuaris que no són experts en disseny assistit per ordinador (CAD) i és molt fàcil d'utilitzar per analitzar qualsevol tipus d'arxiu 2D o 3D.
WorkXplore permet fer tota mena de mesuraments en peces 3D i ofereix funcions d'anàlisis avançades que li permeten determinar zones amb negatius, superfícies planes, espessors, volums, superfícies, pes i també realitzar visualitzacions dinàmiques. Els dissenys 2D no són necessaris, ja que pot afegir mesures geomètriques i dimensionals, anotacions i etiquetes directament al model 3D.
WorkXplore també permet enviar arxius 3D de peces i assemblatges als clients, proveïdors i altres departaments de l'empresa a través d'una aplicació autònoma i molt compacta que pot transmetre l'arxiu fàcilment com a fitxer executable (.exe). El receptor pot visualitzar immediatament el model 3D rebut i treballar amb ell, sense necessitat d'instal·lar cap mena de programari addicional. WorkXplore és extremadament ràpid obrint i processant arxius 3D grans i fins i tot grans assemblatges.
L'any 2010 WorkXplore va ser seleccionat per All Nippon Airways (ANA) per distribuir i compartir arxius CAD pel manteniment de la flota de Boeing 787 Dreamliner al Japó. WorkXPlore 3D està disponible en Castellà, Anglès, Francès, Alemany, Italià, Portuguès, Txec, Japonès, Coreà i Xinès, amb altres idiomes en desenvolupament.

## Formats CAD compatibles
WorkXplore permet obrir, visualitzar i analitzar arxius CAD 2D/3D dels següents formats:
- Formats 2D: DXF, DWG, corbes 2D de WorkNC, CATIA V4 2D, CATIA V5 2D, UG 2D, Pro/E 2D
- Formats 3D: Mallat (Mesh) o Núvol de punts que inclou (STL (Estereolitografía), OBJ, PLY), IGES (igs, iges), STEP (stp, step), WorkNC 3D (wnc), UGS Parasolid (x_t, xmt_txt, x_b), SolidWorks (Parts, assemblies, drawings & sheet metal -sldprt, sldasm, slddrw), PTC Pro/ENGINEER (prt, asm), CATIA V4 (model, exp, user-def), CATIA V5 (catpart, catproduct, cgr), CATIA V6 (3D XML), UGS Unigraphics 3D (prt, asm), CADDS, SolidEdge (prt, asm), JT (visualization format), Inventor (ipt, iam)
- Formats de Control numèric per ordinador (CNC): ISO Codi G, arxius WorkNC.[2]